# Krakówki-Włodki
Krakówki-Włodki [kraˈkufki ˈvwɔtki] est un village polonais de la gmina de Grodzisk dans le powiat de Siemiatycze et dans la voïvodie de Podlachie. Il se situe à environ 7 kilomètres au sud-ouest de Grodzisk, à 20 kilomètres au nord-ouest de Siemiatycze et à 73 kilomètres au sud-ouest de Bialystok. 
Le village compte approximativement 20 habitants.